# تازه‌کند نیق (هوراند)
تازه‌کند نیق یکی از روستاهای استان آذربایجان شرقی است که در دهستان دودانگه بخش مرکزی شهرستان هوراند واقع شده‌است.این روستا ۱۳۶ نفر جمعیت دارد.